# Mauro Morassi
Mauro Morassi (Trento, 19 novembre 1925 – Isoka, agosto 1966) è stato un regista e sceneggiatore italiano.

## Biografia
Lavorò come aiuto regista in diversi film come Totò, Peppino e la... malafemmina del 1956 e La banda degli onesti del 1958.
Fu anche sceneggiatore del film Il cocco di mamma (1957), lavorò con Adriano Celentano, Bud Spencer, Terence Hill e Ennio Morricone.
Morì in seguito ad incidente stradale sulla strada che collega lo Zambia alla Tanzania.

## Filmografia
- Il cocco di mamma (1957)
- Juke box - Urli d'amore (1959)
- Mariti in pericolo (1961)
- Il successo (1963)